# Ezio Moioli
Ezio Moioli da Olcio, né à Olcio le 24 février 1902 et mort à Monza le 30 septembre 1981 est un peintre italien portraitiste actif à Lierna.

## Biographie
Il fréquente l'institut Royal des Sourds-Muets ; il est en effet devenu sourd à l'âge de deux ans à cause de la scarlatine. Il est diplômé de Académie des Beaux-Arts de Brera en 1930, où il est élève d'Antonio Ambrogio Alciati.
Au cours de sa carrière, Ezio Moioli expose au Salon international des artistes-peintres de Paris (1927) et au Salon international des beaux-arts et des arts appliqués des artistes sourds (1934), organisé par le Centre international d'art du Musée de Roerich à New York

## Œuvres
Les œuvres de Ezio Moioli sont exposées dans plusieurs musées, parmi lesquels :
- Museo Civico di Lecco
- Institut national des jeunes sourds de Paris
- Basilique du Saint-Sépulcre
- Basilique de Saint-Marin
- Église de Saint-Pie X de Gorizia
- Église arciprétale de Bormio

Il s'est spécialisé dans l'art du portrait : il a représenté de nombreuses personnalités éminentes, y compris la noblesse et l' Église.
Parmi les personnages représentés on trouve :
- Le pape Jean XXIII[2]
- Karol Wojtyła, cardinal de Cracovie[3]
- Cardinal Montini
- Humbert de Savoie, prince du Piémont et consort
- Princesse Orsini Odescalchi de Rome

Il est également l'auteur d'œuvres d'art sacrées, de paysages et de portraits de gens ordinaires.

## Hommage
- Rue Ezio Moioli da Olcio à Olcio (commune de Mandello del Lario), Lac de Côme.